# Margarites ecarinatus
Margarites ecarinatus är en snäckart som först beskrevs av Dall 1919.  Margarites ecarinatus ingår i släktet Margarites och familjen pärlemorsnäckor. Inga underarter finns listade i Catalogue of Life.